# Araniella
Araniella Chamberlin & Ivie, 1942 è un genere di ragni appartenente alla famiglia Araneidae.

## Etimologia
Il nome deriva dal latino araneus, cioè ragno, e dal suffisso latino -ella, con valore diminutivo, probabilmente per le dimensioni.

## Distribuzione
Le dodici specie oggi note di questo genere sono state rinvenute nella regione olartica; le specie dall'areale più vasto sono l'A. displicata e l'A. proxima, entrambe rinvenute in diverse località dell'intera regione olartica.

## Tassonomia

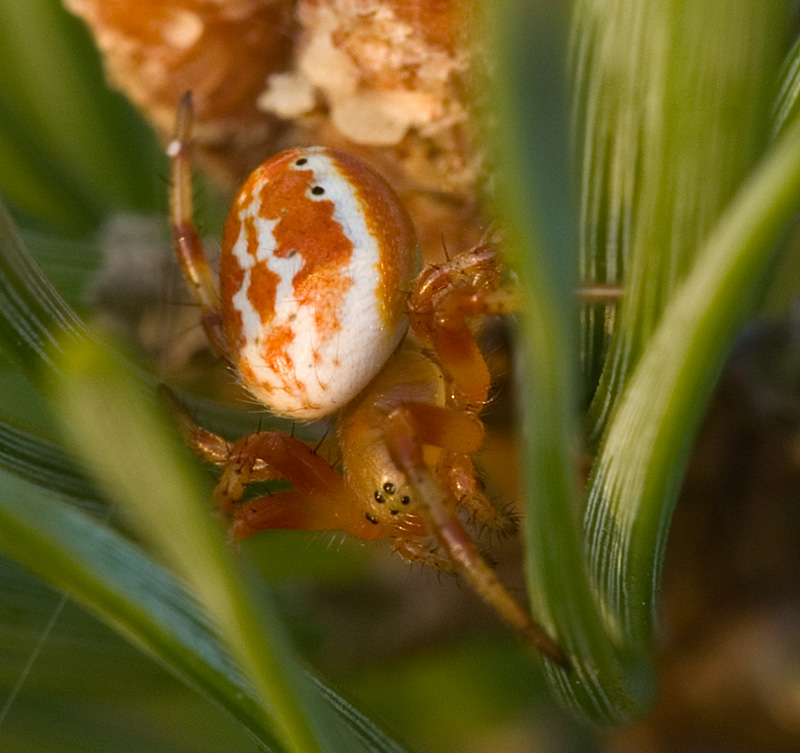
Araniella displicata, femmina

Gli studi per la determinazione delle caratteristiche della specie tipo sono stati effettuati sugli esemplari denominati Araneus displicatus (Hentz, 1847) da Chamberlin e Ivie nel loro lavoro del 1942.
Un importante lavoro sulle specie giapponesi di questo genere è Yaginuma 1985.
Dal 2011 non sono stati esaminati esemplari di questo genere.
A giugno 2013, si compone di dodici specie:
- Araniella alpica (L.Koch, 1869) - dall'Europa all'Azerbaigian
- Araniella coreana (Namkung, 2002) - Corea
- Araniella cucurbitina (Clerck, 1757) - regione paleartica
- Araniella displicata (Hentz, 1847)[2] - regione olartica
- Araniella inconspicua (Simon, 1874) - regione paleartica
- Araniella jilinensis (Yin & Zhu, 1994) - Cina
- Araniella maderiana (Kulczynski, 1905) - isole Canarie, Madeira
- Araniella opisthographa (Kulczynski, 1905) - dall'Europa all'Asia centrale
- Araniella proxima (Kulczynski, 1885) - regione olartica
- Araniella silesiaca (Fickert, 1876) - Europa
- Araniella tbilisiensis (Mcheidze, 1997) - Georgia
- Araniella yaginumai (Tanikawa, 1995) - Russia, Corea, Cina, Taiwan. Giappone

### Specie trasferite
- Araniella crispula (Tullgren, 1952); trasferita al genere Araneus Clerck, 1757[1].
- Araniella geayi Caporiacco, 1954; trasferita al genere Eriophora Simon, 1864[1].

### Sinonimi
- Araniella cossoni (Simon, 1885): trasferita dal genere Araneus Clerck, 1757 e posta in sinonimia con A. cucurbitina (Clerck, 1757) a seguito di un lavoro di Blanke del 1982[1].
- Araniella croatica (Kulczynski, 1905); trasferita dal genere Araneus Clerck, 1757 e posta in sinonimia con A. displicata (Hentz, 1847) a seguito di un lavoro di Levi (1974b)[1].
- Araniella cucurbitina (Linnaeus, 1758); trasferita dal genere Araneus Clerck, 1757 e posta in sinonimia con A. cucurbitina (Clerck, 1757) (la denominazione di Clerck è stata riconosciuta precedente e quindi ufficialmente dichiarata valida dalla circolare ICNZ Direction 104)[1].
- Araniella displicata octopunctata Chamberlin & Ivie, 1942; posta in sinonimia con A. displicata (Hentz, 1847) a seguito di un lavoro di Levi (1974b)[1].